# Образец (село)
Образец (каз. Образец) — село в районе Магжана Жумабаева Северо-Казахстанской области Казахстана. Входит в состав Каракогинского сельского округа. Код КАТО — 593651400.

## Население
В 1999 году население села составляло 367 человек (177 мужчин и 190 женщин). По данным переписи 2009 года, в селе проживало 327 человек (161 мужчина и 166 женщин).